# Азим уш-Шан
Шахзаде Азхар уд-Дин Султан Мухаммад Азим-уш-Шан  (перс. عظیم الشان‎; 15 декабря 1664 — 18 марта 1712) — могольский принц из династии Бабуридов, субадар Бенгалии, Бихара и Ориссы (1697—1712), второй сын могольского падишаха Бахадур Шаха I.

## Биография
Родился 15 декабря 1664 года в крепости Агра. Второй сын принца Муаззама (1643—1712), будущего императора Великих Моголов Бахадур Шаха I (1707—1712). Его матерью была Махараджкумари Амрита Бай Сахиба, вторая жена Бахадур Шаха I.
В 1697 году был назначен своим дедом Аурангзебом субадаром Бенгалии, Бихара и Ориссы. Вскоре после своего назначения принц предпринял успешную военную кампанию против Рахим-хана. Шахзаде Азим уш-Шан дал разрешение Ост-Индской компании на строительство форта Уильям в Калькутте (в настоящее время — Калькутта) в 1696 году. С разрешения Великих Моголов голландцы также построили Форт Густавас в Чинсуре, а французы — форт Орлеан в Чандернагоре (ныне Чанданнагар).
Азим уш-Шан вступил в конфликт с Муршидом Кули-ханом (ок. 1660—1727), недавно назначенный диланом Бенгалии, по поводу имперского финансового контроля. Рассмотрев жалобу Муршида Кули-хана, падишах Аурангзеб приказал своему внуку Азиму перебраться на губернаторство в Бихар. В 1703 году Азим уш-Шан перенес свою столицу в Раджмахал, а затем снова в Паталипутру (современная Патна). Он переименовал Паталипутру в Азимабад в честь собственного имени.
В феврале 1712 года после смерти своего отца Бахадур Шаха Азим-уш-Шан начал междоусобную борьбу со своими братьями за престол падишаха. Остальные братья Джахандар Шах, Рафи аш-Шан и Джахан Шах объединились против Азим-уш-Шана и разгромили его в битве на реке Рави в марте 1712 года. Азим уш-Шан погиб в этом сражении.
Среди его сыновей был Фарук Сийяр (1685—1719), который отомстил за смерть отца, разгромив в битве его недругов, и стал падишахом Могольской империи (правил в 1713—1719 годах).

## Личная жизнь
Первой женой Азима уш-Шана была Бай Джас Каур, дочь Кирата Сингха, который был сыном Раджи Джай Сингха I, правителя Амбера. Она вышла замуж за Азима уд-Дина в 1678 году и стала матерью принца Мухаммада Карима Мирзы, родившегося 12 октября 1679 года. Она умерла в Дели 19 февраля 1721 года и была похоронена в Кутубе.
Его второй женой была Сахиба Нисван из Кашмира, сестра Хаджи Инаятуллы по имени Шейста-Хан. Она была матерью императора Фарук Сийяра. После восшествия на престол Фарук Сийяра 11 января 1713 года она занимала видное положение в императорском гареме. Она умерла в Дели в феврале 1729 года, пережив своего сына почти на десять лет.
Его третьей женой была Айша Бегум, дочь Рухуллы Хана Язди, Мир Бахши. Она была внучкой Халилуллы хана. Свадьба состоялась 26 июня 1692 года. Айша Бегум была матерью принцев Хумаюна Бахт Мирзы и Рут-уд-Даула Мирзы. Говорят, что Азим-уш-Шан очень любил ее. 24 мая 1709 года она родила близнецов, мальчика и девочку. Она умерла в Даулатабаде 15 июля 1709 года и была похоронена там же.
Его четвертой женой была Гитти Ара Бегум, дочь падишаха Мухаммада Азам Шаха. Свадьба состоялась 1 ноября 1709 года. Она умерла в Дели 12 июня 1724 года в возрасте старше сорока лет.